# Diagramma di Evans
I diagrammi di Evans (dal nome dallo scienziato britannico Ulick Richardson Evans, che li introdusse nel 1945) sono delle rappresentazioni schematiche dei fenomeni di natura elettrochimica che avvengono durante un processo di corrosione.
Tali diagrammi riportano in ascissa il logaritmo della densità di corrente (i) e in ordinata la differenza di potenziale elettrico (E).
Durante un processo di corrosione avvengono contemporaneamente due semireazioni: una semireazione di ossidazione (in corrispondenza della regione anodica) e una semireazione di riduzione (in corrispondenza della regione catodica).
Nei diagrammi di Evans sono rappresentate due curve:
- una curva è rappresentativa della semireazione anodica e viene detta "curva di polarizzazione anodica";
- l'altra curva è rappresentativa della semireazione catodica e viene detta "curva di polarizzazione catodica".

Nel caso particolare in cui le cadute ohmniche siano trascurabili, tali curve si incontrano nel punto individuato dalla corrente di corrosione icorr e dal potenziale di corrosione Ecorr.
La forma delle curve di polarizzazione dipende dallo stadio cineticamente determinante del processo corrosionistico.

## Polarizzazione di attivazione

Un esempio di diagramma di Evans nel caso di controllo per trasferimento di carica elettrica

Nel caso in cui il processo di corrosione sia controllato dal trasferimento di carica (cioè se si ha solo polarizzazione di attivazione), le curve del diagramma di Evans si riducono a delle rette e possono essere tracciate a partire dall'equazione di Tafel.
Dai diagrammi di Evans è possibile inoltre stabilire se il processo di corrosione in esame è controllato dal processo anodico o dal processo catodico; in altre parole, è possibile indagare quale delle due semireazioni avviene con più difficoltà.

In particolare:
- il processo di corrosione è sotto controllo anodico se la retta che corrisponde alla semireazione anodica ha una pendenza molto maggiore della retta che corrisponde alla semireazione catodica;
- il processo di corrosione è sotto controllo catodico se la retta che corrisponde alla semireazione catodica ha una pendenza molto maggiore della retta che corrisponde alla semireazione anodica;
- il processo di corrosione è sotto controllo cinetico misto se le rette hanno pendenze tra loro confrontabili.

Dalle pendenze delle due rette dipendono infatti i valori di sovratensione anodica ηa  e sovratensione catodica ηc.

## Polarizzazione di concentrazione

Esempio di diagramma di Evans per effetto della polarizzazione di concentrazione

Quando il processo elettrochimico è limitato dalla diffusione nella soluzione allora si parla di polarizzazione di concentrazione. Consideriamo la reazione che porta allo sviluppo di idrogeno: Zn2+ | Zn || H+ | H  . Quando la velocità di reazione è elevata e/o si hanno basse concentrazioni di ioni idrogeno potrebbe formarsi una zona di impoverimento in prossimità dell'interfaccia se gli ioni H+ non sono riforniti ad una velocità sufficiente per tenere il passo con la reazione. In tal modo la diffusione di H+ controlla la velocità di reazione e il sistema è polarizzato per concentrazione. 

## Effetto delle cadute ohmiche

Esempio di diagramma di Evans in presenza di cadute ohmiche

Nel caso in cui le cadute ohmiche non siano trascurabili (ad esempio se l'elettrolita presenta un'elevata resistenza elettrica), le due rette del diagramma di Evans presenteranno una distanza minima pari alla resistenza ohmica RI (data dal prodotto tra la resistenza elettrica R e l'intensità di corrente I).

## Effetto della passivazione
Nel caso in cui il metallo si trovi in un ambiente che lo faccia passivare, ottengo una curva che ha una forma particolare, con una specie di naso; in un primo momento il comportamento è del tutto analogo a quello di un metallo in ambiente attivo, ossia al crescere del potenziale cresce anche la densità di corrente, poi l'andamento si inverte e la corrente comincia a diminuire: il punto in cui si verifica l'inversione prende il nome di "corrente di prima passivazione". In corrispondenza di questo valore si forma il film passivante che protegge il metallo dall'ulteriore ossidazione (polarizzazione), per questo all'aumentare del potenziale la corrente diminuisce e raggiunge un valore che rimane costante finché il potenziale non diventa troppo alto e supera il cosiddetto valore di "transpassivazione", in cui si ha la rottura del rivestimento passivante di protezione e quindi dopo questo punto la corrente riprende a crescere all'aumentare del potenziale, esattamente come faceva nel tratto iniziale. Il valore di potenziale in cui avviene la transpassivazione e quindi la forma stessa della curva dipendono dal metallo ma anche dall'ambiente di esposizione, per esempio la presenza di cloruri tende ad attaccare il film passivante del ferro e quindi fa abbassare la curva caratteristica.

Esempio di diagramma di Evans in caso di passivazione